# Swan Lagoon (Lake Ōhau)
Die Swan Lagoon ist ein See im Waitaki District der Region Canterbury auf der Südinsel von Neuseeland.

## Geographie
Die Swan Lagoon befindet sich in einer Ebene mit einer Ansammlung von zehn unterschiedlich großen Seen, rund 1,66 km südlich des Lake Ōhau und rund 10 km westsüdwestlich des Lake Ruataniwha. Der See, der auf einer Höhe von 591 m anzutreffen ist, erstreckt sich mit einer Fläche von 23,3 Hektar über eine Länge von rund 1 km in Nordnordwest-Südsüdost-Richtung und misst an seiner breitesten Stelle rund 370 m in Südwest-Nordost-Richtung. Der Umfang des Sees beträgt rund 2,62 km.
Ein Zufluss zur Swan Lagoon ist nicht zu erkennen. Ein schmales Rinnsal hingegen, sofern es Wasser führen kann, entwässert den See nach Nordnordwesten zum Lake Ōhau.